# Maison Goffin-Bovy
 (janvier 2020).
La maison Goffin-Bovy est une habitation unifamiliale située sur les hauteurs de Tilff dans la commune d’Esneux. Réalisée par l’architecte Pierre Rousch en 1941, le programme comprend l'habitation principale ainsi qu'une conciergerie en annexe. Sa simplicité dans le dessin des volumes fait de cette construction l'une des plus belles villas modernistes de la vallée de l'Ourthe. 

## Présentation
À la veille de la Seconde Guerre mondiale, le maître de l'ouvrage, M. Goffin-Bovy, décide de faire construire son habitation personnelle. Il choisit un terrain isolé proche de la petite entité de Tilff pour profiter du calme et de la nature avec sa famille. L'architecte Pierre Rousch  est choisi par ce dernier. ils se connaissent déjà car, quelques années auparavant, les deux hommes ont déjà collaboré pour réaliser une villa de vacances à Ostdunkerque. L'architecte lui avait dessiné un petit projet entièrement en béton, s'inscrivant clairement dans le style architectural moderne. Pierre Rousch fait partie des quelques architectes modernistes liégeois de son époque et réalisera notamment, en 1933, le palais de justice de paix et le lycée pour jeunes filles (Seraing) dans un style très radical et purement moderne. Pour ce projet-ci, qui survient quelques années plus tard, on remarque que les pensées architecturales de l'architecte se sont légèrement adoucies.

## Projet

### Implantation
Situé à flanc de colline sur les hauteurs de Tilff, en remontant vers Cortil, le terrain du maître de l'ouvrage se perd au milieu d'une végétation fort dense. Très discrète, La propriété se dévoile à la fin de la rue des Hêtres, un chemin sans issue étroit et peu fréquenté.  

### Programme
Pierre Rousch décide d'orienter tous les espaces de vies vers l'arrière de la propriété au Sud et de se fermer du côté Nord. Lorsqu'on arrive devant l'habitation, la première façade qu'on peut observer est presque entièrement aveugle. Au rez-de-chaussée, il dispose les espaces traditionnellement destinés aux activités de jour, ainsi que la chambre des parents, une salle de gymnastique et une salle de bains. Un garage est également présent dans le volume même de l'habitation et directement en lien avec les pièces de vie. les espaces, aménagés avec soin, sont baignés de lumière naturelle, en particulier la salle à manger percée d'une longue baie en bandeau typique du mouvement moderne. L'étage, entièrement destiné aux enfants des propriétaires, comprend une salle de bains, une grande salle de jeux ainsi que trois chambres, chacune ouverte sur un balcon.

### Matériaux
L'architecte moderniste privilégie des matériaux prisés dans le milieu : structure en béton armé, châssis métalliques,... Des briques de verre sont aussi utilisées pour réaliser ce projet. Elles auraient été récupérées lors de la démolition de pavillons de l'exposition internationale de Liège en 1939. Pour les façades, il opte cette fois-ci pour un langage plus vernaculaire et abandonne l'enduit blanc. Il choisit la brique jaune, qu'il associe à des plaques de schiste pour souligner l'horizontalité de certains murs et renforcer l'assise visuelle du bâtiment. L'utilisation de ce matériau rappel le parement de façade du casino de Chaudfontaine réalisé peu de temps avant, en 1939, par Léon Stynen.